# Metacrangonyx ilvanus
Metacrangonyx ilvanus is een vlokreeftensoort uit de familie van de Metacrangonyctidae. De wetenschappelijke naam van de soort is voor het eerst geldig gepubliceerd in 1997 door Stock.